# Empalme Villa Constitución
Empalme Villa Constitución is een plaats in het Argentijnse bestuurlijke gebied  Constitución in de provincie Santa Fe. De plaats telt 5.890 inwoners.

## Geboren
- Ariel Graziani (1971), Ecuadoraans voetballer